# Китум, Тимоти
Тимоти Китум — кенийский бегун на средние дистанции. Специализируется в беге на 800 метров. Бронзовый призёр олимпийских игр 2012 года с результатом 1.42,53. Серебряный призёр чемпионата мира среди юниоров 2012 года в Барселоне. На чемпионате мира в помещении в Стамбуле не смог выйти в финал, заняв в своём полуфинале 3-е место. 
Серебряный призёр мемориала Фанни Бланкерс-Кун 2012 года с результатом 1.44,00.
Бронзовый призёр соревнований XL Galan 2013 года с личным рекордом 1.47,61.